# Ołeh Psiuk

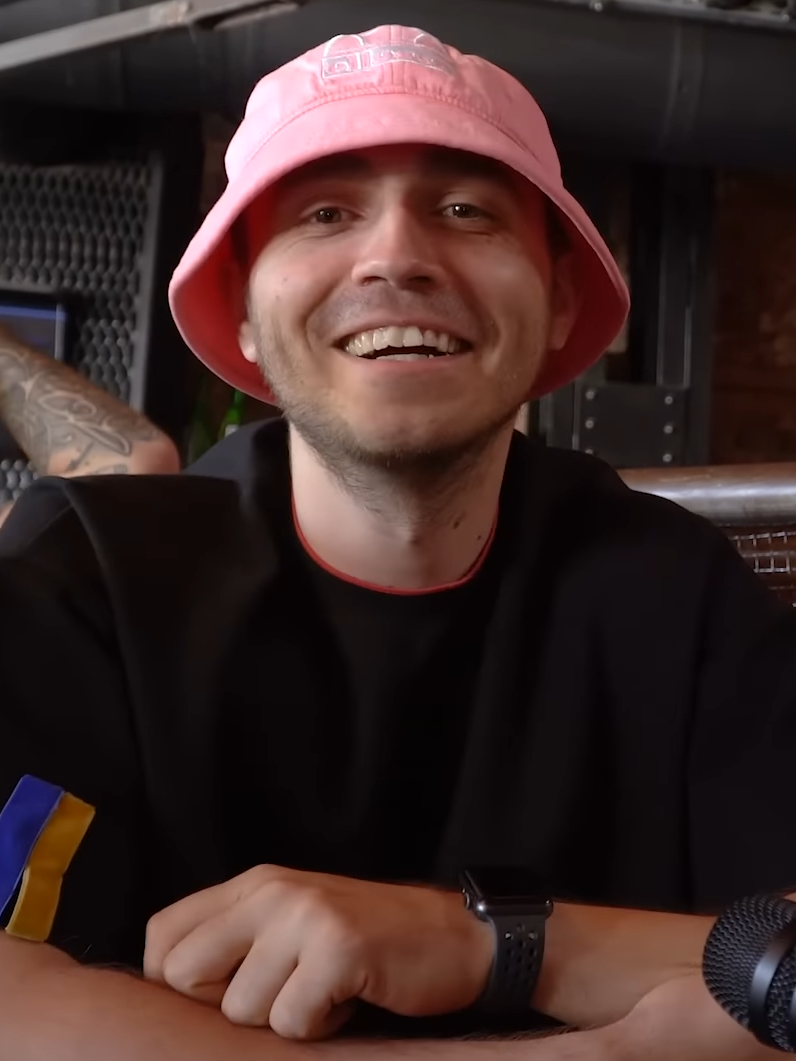
Ołeh Psiuk

Ołeh Psiuk (ukr. Олег Романович Псюк, pseudonim sceniczny Pies Son; ur. 16 maja 1994 w Kałuszu na Ukrainie) – ukraiński raper, założyciel i frontman  muzycznej grupy Kalush.